# Anstalten Rostorp
Anstalten Rostorp är ett numera nedlagt fängelse som fram till 2005 låg i Kirseberg i Malmö. Det var en öppen anstalt för rattfylleridömda som började användas 1994, den slogs dock samman 1998 med Stångby utanför Lund och en kvinnoavdelning från Anstalten Tygelsjö och hade totalt 83 platser.